# Canistrum pickelii
Canistrum pickelii är en gräsväxtart som först beskrevs av Andrade-Lima och Lyman Bradford Smith, och fick sitt nu gällande namn av Elton Martinez Carvalho Leme och José A. Siqueira Filho. Canistrum pickelii ingår i släktet Canistrum och familjen Bromeliaceae. Inga underarter finns listade i Catalogue of Life.